# Cratere Brewster
Brewster è un cratere lunare di 9,83 km situato nella parte nord-orientale della faccia visibile della Luna.